# Grupo de Tarski
En matemáticas, un grupo de Tarski (en notación inglesa Tarski monster group), es un grupo infinito G tal que para todo subgrupo propio H, i.e., {\displaystyle H\subset G}, con excepción del subgrupo identidad, es un grupo cíclico de orden igual a un primo p. Un grupo de Tarski es necesariamente grupo simple. En 1979, A. Yu. Olshanskii demostró que el grupo de Tarskii existe y que existe un p-grupo de Tarskii para todo primo p > 1075. Son una fuente muy importante de contraejemplos para las conjeturas en teoría de grupos, y de forma más importante para el problema de Burnside y la conjetura de von Neumann.

## Definición
Sea {\displaystyle p} un número primo. Un grupo infinito {\displaystyle G} se dice que es un grupo de Tarskii para {\displaystyle p} si todo subgrupo no trivial de G (i.e., todo subgrupo distinto de 1 y G) tiene {\displaystyle p} elementos.

## Propiedades
- {\displaystyle G} tiene un número finito de generadores. De hecho es generado por cualesquiera dos elementos que no conmuten.
- {\displaystyle G} es simple. Si {\displaystyle N\trianglelefteq G} y {\displaystyle U\leq G} es cualquier subgrupo distinto de {\displaystyle N} el subgrupo {\displaystyle NU} tendrá {\displaystyle p^{2}} elementos.
- La construcción de Ol'Shanskii demuestra de hecho que hay una cantidad no numerable de grupos de Tarskii para cada primo {\displaystyle p>10^{75}}.